# 吉野朝太平記
『吉野朝太平記』（よしのちょう たいへいき）は、鷲尾雨工により、楠木正儀を中心にし、当時の珍しい史実を使って作り出された長編歴史小説である。昭和10年（1935年）にすでに完成した第1・2巻で第2回直木賞受賞。後に春秋社として全5巻で刊行された。

## 受賞第一・二巻の目次
第一巻
- 章一 師直の放縱
- 章二 京の日野邸
- 章三 水越峠
- 章四 吉野の日野邸
- 章五 弁内待受難
- 章六 追及
- 章七 鹿路平の血烟
- 章八 准后への悃願
- 章九 六本杉の怪異
- 章十 千早と新屋敷
- 章十一 東條の城
- 章十二 後室來訪
- 章十三 水分館
- 章十四 四つの首
- 章十五 咎の徴軽からず
- 章十六 攀慕の愁腸
- 章十七 干戈動く
- 章十八 瓜生野に腥風すさぶ
- 章十九 遠大なる抱負
- 章二十 師直出陣
- 章廿一 往生院訣別
- 章廿二 四條畷合戦

第二巻
- 章一 四條畷の敗報
- 章二 洛西小倉山
- 章三 六條河原から清涼寺へ
- 章四 無体な返報がへし
- 章五 穴生へ御動座
- 章六 吉野炎上
- 章七 擬勢擬裝
- 章八 音無川畔の逆襲
- 章九 さみだれ雲
- 章十 鬩ぎ合はんとする姿勢
- 章十一 山峡の秋に馬肥しつゝ
- 章十二 当月当日
- 章十三 田楽異変
- 章十四 ある日の正儀
- 第十五 尊氏の新邸囲まるゝこと
- 章十六 直義入道、南朝へ降る
- 章十七 師直の心理
- 章十八 殺意暗剣
- 章十九 驕威の末路、鷲林寺門前

## 受賞について
著者鷲尾は生前の直木三十五と交流があった。鷲尾と直木は反目し合っていたということもあり皮肉な受賞となった。
ちなみに、第2回直木賞受賞作は、ほとんどの文献では『吉野朝太平記』としか書かれていないが、正確には、『吉野朝太平記』第一巻・第二巻しかない。第三巻以降が受賞後に刊行されていることもそれを証明できる。
選考委員として菊池寛は春秋社発行の第二巻を読んで感心した。ガッチリした力作で直木の影響があり、直木ほど描写に精彩がなくても構想は直木よりも、しっかりしているという考えを示した。また彼は「とにかく、相当うまいし、史実にしっかり足を付けている点で、異色ある作品であると思う。南北朝末期の乱世のありさまが可なり面白くかけている。」と総括した。

## 評価
| 選考委員   | 評語 |
| ---------- | --- |
| 久米正雄   | 「此の人にして此の努力、作品の出来に就いては云う迄もない。」 |
| 小島政二郎 | 「これだけの材料を、正面から何のケレンなしに取り組んで、こなしている正攻法的態度に敬意を表す。」 |
| 佐佐木茂索 | 評言無し |
| 白井喬二   | 「人は歴史小説というかも知れないが、七分の創作力を、僕は買いたい。」「直木の錯爛情毅の妙に比べ、雨工はあくまでも統絲円熟の迫真力ではこんで行く。」 |
| 大佛次郎   | 「実際に作者の努力を考えても、異議はない。」 |
| 菊池寛     | 「何と云っても力作で、売れる当もないのにあゝした長篇を書き上げた努力は、充分認められてもよいと思う。鷲尾君は、直木の旧友で、後不和になっていた人である。直木が生きていたら、直木賞を（引用者注：第一回の）川口君にやることも、鷲尾君に贈ることも、反対したかも知れない。」 |

## 書誌
- 昭和10年/1935年7月・春秋社刊、松柏館発売『吉野朝太平記』（第一巻）
- 昭和10年/1935年11月・春秋社刊、松柏館発売『吉野朝太平記』（第二巻）
- 昭和11年/1936年3月・春秋社刊『吉野朝太平記』（第三巻）
- 昭和12年/1937年10月～昭和14年/1939年4月・春秋社刊、松柏館発売『吉野朝太平記 普及版』全五巻
- 昭和14年/1939年10月～昭和15年/1940年8月・春秋社刊、松柏館発売『吉野朝太平記』全六巻
- 昭和33年/1958年4月～昭和33年/1958年6月・東都書房刊『吉野朝太平記』全五巻
- 平成2年/1990年11月～平成3年/1991年3月・富士見書房 時代小説文庫『吉野朝太平記』全五巻
- 平成13年/2001年7月～平成15年/2003年1月・誠文図書/共栄図書 歴史小説名作館『吉野朝太平記』全五巻